# Russische Badmintonmeisterschaft 2023
Die Russische Badmintonmeisterschaft 2023 fand vom 19. bis zum 24. September 2023 in Wladiwostok statt.

## Sieger und Platzierte
| Disziplin    | Gold                              | Silber                                | Bronze                               |
| ------------ | --------------------------------- | ------------------------------------- | ------------------------------------ |
| Herreneinzel | Sergey Sirant                     | Arthur Pechenkin                      | Georgiy Karpov                       |
| Herreneinzel | Sergey Sirant                     | Arthur Pechenkin                      | Vladislav Dobychkin                  |
| Dameneinzel  | Evgeniya Kosetskaya               | Maria Golubeva                        | Alina Busygina                       |
| Dameneinzel  | Evgeniya Kosetskaya               | Maria Golubeva                        | Elena Komendrovskaja                 |
| Herrendoppel | Vladimir Ivanov Ivan Sozonov      | Konstantin Abramov Rodion Alimov      | Egor Borisov Georgiy Lebedev         |
| Herrendoppel | Vladimir Ivanov Ivan Sozonov      | Konstantin Abramov Rodion Alimov      | Alexandr Zinchenko Nikita Khakimov   |
| Damendoppel  | Alina Davletova Ekaterina Malkova | Evgeniya Kosetskaya Anastasia Redkina | Anastasiia Akchurina Ksenia Evgenova |
| Damendoppel  | Alina Davletova Ekaterina Malkova | Evgeniya Kosetskaya Anastasia Redkina | Anastasia Boyarun Alena Yakovleva    |
| Mixed        | Ivan Sozonov Anastasia Akchurina  | Rodion Alimov Alina Davletova         | Egor Borisov Ekaterina Malkova       |
| Mixed        | Ivan Sozonov Anastasia Akchurina  | Rodion Alimov Alina Davletova         | Maxim Ogloblin Viktoriia Vorobeva    |